# Dong Mingzhu
Dong Mingzhu (chinois : 董 明 珠 ; pinyin : Dǒng Míngzhū), née en 1954 à Nankin, est une femme d’affaires chinoise.
Elle est la présidente de Gree Electric. En 2013, Forbes la classe comme la femme d’affaires la plus puissante de Chine.

## Biographie
Dong Mingzhu est née en 1954 à Nankin.
Veuve à 35 ans, elle quitte sa région natale au début des années 1990 et commence une carrière professionnelle dans le groupe Gree Electric, spécialisée dans la production d'électroménager et de climatiseurs. Elle commence comme simple vendeuse pour en devenir la présidente en 2012.
Dong Mingzhu est devenue particulièrement célèbre en Chine, à la suite du succès de son autobiographie dont est issue une série télévisée populaire.
En 2018, elle est l’objet d’une erreur du dispositif de reconnaissance faciale de la ville de Ningbo. Celui-ci la détecte traversant en dehors des passages réservés aux piétons alors qu’il s’agissait en fait d’une affiche publicitaire la représentant sur un bus.
Le New York Times la qualifiait de « l’une des femmes d’affaires les plus dures de Chine ».